# Milano
 Denne artikel omhandler den italienske by Milano. Opslagsordet har også en anden betydning, se Milano (flertydig).
Milano er en by i Norditalien, med 1.386.285(2021) indbyggere og er dermed Italiens andenstørste by. Milano-provinsen (Italiensk: Cittá Metropolitana di Milano) har et indbyggertal på 3.237.101(2021). Det øknomisk sammenhængende byområde, Area Metropolitana di Milano, som overskrider de administrative grænser, har omkring 5,2 millioner indbyggere. Byen er hovedstad i metropolbyen Milano og i regionen Lombardiet (italiensk Lombardia). Byen har en god infrastruktur, med et vidtforgrenet sporvejsnet og flere metrolinjer. De mange kanaler, der frem til industrialiseringen i anden halvdel af 1800-tallet prægede byen, blev siden, på nær nogle få undtagelser, opfyldt, og omdannet til stærkt trafikerede boulevarder. I dag er området omkring de resterende kanaler, Navigli, et levende område med markeder samt by- og natteliv. Pulsen i Milano er, i sammenligning med andre italienske storbyer, hurtig, og helhedspræget er mere central- end sydeuropæisk. Der er koldt om vinteren, og fra domkirkens tag kan man tydeligt se de snedækkede alper nord for storbyen, der breder sig ud over en flad slette (forbundet med Po-floden).
Milano betragtes generelt som værende Italiens økonomiske centrum. Den italienske børs (Italiensk: Borsa Italiana) er placeret i Milano. Det samme er en gælder hovedsæderne for en række af Italiens største virksomheder. Lombardiet, hvor Milano er hovedstaden, står for cirka 22 % af landets samlede BNP.
Både økonomisk og kulturelt er byen påvirket af den massive modeindustri. Milano er dog også en stor turistby med omkring 10 millioner besøgende om året. Byen er kendt for sin politiske historie, såvel som mad-, fodbold- og teaterkultur samt de mange museer og arkitektoniske interessante bygninger.

## Historie
Milano blev oprindeligt grundlagt af en keltisk stamme, insubrerne, under navnet Medhelanon. Den Romerske Republik erobrede byen i 222 f.Kr., hvorefter de gav byen dets latiniserede navn "Mediolanum" ("Midt i landet" eller "sletten"). Dette navn menes at referere til byens beliggenhed mellem Alperne og floden Po. Romerne erobrede til sidst hele den norditalienske region og indlemmede Mediolanum i den nye romerske provins det Cisalpine Gallien ("Gallien på denne side af Alperne"). Milano nåede i en kort overgang at være hovedstad i det Vestromerske Rige, i årene lige efter delingen.
Milano blev under folkevandringstiden indtaget af longobarderne ("dem med det lange skæg"), der var af germansk afstamning, men som antog italiensk sprog, og efterhånden lod sig kristne. Longobardernes navn går igen i det nutidige navn for regionen, Lombardiet
Milanos storhed begyndte tilbage i middelalderen hvor byen blev befriet fra det Tysk-Romerske Rige. Byen, der begik sig meget inden for handel, blev en naturlig handelskonkurrent til Venedig.
I middelalderen herskede Viscontislægten som tyranner; de havde gjort sig fortjent under det første korstog, derfor bærer den grønne drage i byvåbnet i munden en turbanklædt saracen. Dette heraldiske symbol indgår, sammen med Georgsbanneret (er rødt kors på hvid bund) i byvåbnet samt på Alfa Romeo-bilernes kølerhjelm: Bilfabrikkerne var oprindelig hjemhørende i Milano.
Med tiden kom slægten i indre magtkampe, og i 1339 mødtes to grene af familien i et slag ved Parabiago. Det drejede sig om både storpolitik og lokal magtpolitik samt det krigeriske forhold mellem feudalvældet der ernærede sig ved krig og – i fredstid - landbrug og byerne med borgerskabet, der ernærede sig ved handel og håndværk; i det sidste ligger baggrunden for Milanos succes som industrielt centrum.
Det meste af Italien var op til reformationen delt mellem de pavetro og de kejsertro, det var en meget urolig tid.
I 1450 vippede en international alliance, anført af Sforza, Viscontierne af pinden.
Under renæssancen blev Milano (og Lombardiet) en habsburgsk besiddelse, og indgik frem til de italienske frihedskrige i 1800-tallet i Østrig. Baggrunden for industrialiseringen var dels infrastrukturen – først floder og kanaler, senere jernbanen med den nære beliggenhed til nord- og vesteuropæiske markeder, dels i slutningen af 1800-tallet billig elektricitet fra vandkraft i Alperne. Men allerede i Antikken blev Mediolanum strategisk placeret på det europæiske vejnet.
Under 2. verdenskrig blev byen udsat for voldsomme bombardementer.

## Geografi
Byen ligger hvor de to store norditalienske trafikårer krydses – fra Torino til Venedig og fra Skt. Gotthard-passet og sydpå. Milano er placeret i den nordvestlige del af Posletten i det nordvestlige Italien, med Alperne mod nord og Appenninerne og floden Po mod syd. Milano kommune har en størrelse på 182 km2, men byens forstæder har med tiden spredt sig udover kommunens grænser, specielt i nordlig retning, hvor provinser som Monza e Brianza, Como og Varese er blevet til forstads- og metropolområder til Milano. Posletten er det største, flade landområde i Italien. Dette har medført, at regionen omkring Po-floden har udviklet sig som det mest industrialiserede sted i landet. Milano er deraf mestendels en flad by uden bakker, præget af høj urbanisering og meget industri, mens der i byens udkanter findes store arealer med landbrug af varierende typer.

### Klima
Ifølge Köppens klimaklassifikation er Milano præget af et fugtigt subtropisk klima (Cfa). Området omkring Milano og Posletten er karakteriseret ved varme og fugtige somre hvor temperaturen kan ramme over 35 °C. Vintrene er kolde og tågede og gennemsnitstemperaturen ligger på omkring frysepunktet. Byen har i gennemsnit cirka syv dage med snefald om året.  Byens placering mellem to bjerggrupper, Alperne og Appenninerne, forårsager at byen generelt er skånet for vind, foruden diverse tordenvejr som jævnligt rammer området om sommeren. 
Poslettens flade landskab har gjort området til Italiens centrum for industri. Det har forårsaget at luftkvaliteten på sletten, og i Milano, er en af de værste i Europa. Luftkvaliteten er især dårligt om vinteren når den kolde luft er tættere på jorden, og dermed skaber smog i bybilledet. 

## Demografi
| Fødeland       | Befolkning |
| -------------- | ---------- |
| Italien        | 1.386.285  |
| Egypten        | 39.888     |
| Filippinerne   | 39.536     |
| Kina           | 33.871     |
| Peru           | 16.729     |
| Sri Lanka      | 16.637     |
| Romania        | 13.440     |
| Bangladesh     | 10.643     |
| Ecuador        | 10.587     |
| Ukraine        | 8.312      |
| Morocco        | 8.135      |
| Frankrig       | 4.173      |
| Brasilien      | 3.119      |
| Spanien        | 2.826      |
| Senegal        | 2.690      |
| Tyrkiet        | 2.185      |
| Storbritannien | 2.125      |
| Tyskland       | 2.028      |

### Indbyggertal
I Italien anses kommunerne for at udgøre landets byer. Milano kommune havde pr. 31. december 2021 1.386.285 indbyggere, mens der i den tidligere Provincia di Milano, den nuværende Città Metropolitana di Milano bor 3.265.327 pr. 1. januar 2020.
Foruden de administrative grænser har den sammenhængende urbane del af Milano spredt sig siden industrialiseringen, og skabt et stort urbant område, som i dag kendes som metropolområdet Milano (Italiensk: Area Metropolitana di Milano). Dette bør ikke forveksles med førnævnte, som er en velafgrænset administrativ enhed. Metropolområdet består af af Città Metropolitana di Milano samt hele eller dele af provinserne; Monza e della Brianza, Varese, Como og Lecco. Medregnet disse har metropolområdet et indbyggertal på cirka 5.2 mio. i 2018.  Ifølge OECD har metropolområdet Milano i 2006 cirka 7.4 mio. indbyggere, det gør dermed regionen til det klart største byområde i Italien og et af de største i Europa.

### Nationalitet og etnicitet
Udenlandske borgere bosiddende i Milano udgjorde i 2021 cirka 20 % af befolkningen, svarende til et antal på 276.776. Det er en høj andel set i forhold til andre storbyer i Italien f.eks. Rom og Napoli, som har henholdsvis 13 % og 4 % udenlandske borgere. 
Milano har gennem historien oplevet to store bølger af indvandrere. Den første bølge bestod af indvandrere fra den sydlige del af Italien, som tog mod nord for at finde arbejde og forbedre deres økonomiske situation. Den periode fandt sted fra omkring 1950'erne-1970'erne. Den anden periode ligger i forlængelse, og var en bølge af udlændinge primært fra afrikanske, mellemøstlige eller asiatiske lande.

### Religion
Hovedparten af den milanesiske befolkning er ligesom resten af Italien overvejende katolikker. Milano er ligeledes hovedsædet for den katolske kirkes ærkebiskop af Milano. Udover katolicismen dyrkes andre religioner i større eller mindre grad. Der er blandt andet signifikante grupper af; buddhister, jøder, muslimer og protestanter.
I Milano finder man utallige kirker, klostre og katedraler. Den meste berømte kirke er Milanos domkirke. Byggeriet af kirken begyndte i 1386, og i dag er kirken den 3.største i verden. Af andre kirker findes bl.a. Santa Maria delle Grazie, som nok mest af alt kendes for at huse Leonardo da Vincis værk Den sidste nadver.

## Økonomi og erhverv
Efter Italiens samling blev Milano sæde for børsen og har siden været landets finansielle centrum. Gennem det meste af 1900-tallet var Milano en vigtig industriby, men denne aktivitet er nu reduceret voldsomt og erstattet af mode og design som byens erhvervsmæssige ansigt udadtil. Som eksempler på virksomheder i design-, smykke- og modesektoren kan nævnes Versace, Valentino, Armani, Dolce & Gabbana, Moschino og Borsalino.
Byen er desuden en betydelig messeby, med mode-, møbel- og IT-messerne som de vigtigste omdrejningspunkter.

## Politik og administration
Byens administrative og politiske inddeling findes i flere lag. Først og fremmest er Milano en kommune, som har et selvstændigt kommunalt styre. Kommunen er yderligere inddelt i administrative bydele. Byen og yderligere forstæder er derudover underlagt det administrative område, Cittá Metropolitana di Milano, som erstattede den tidligere provins, Provincia di Milano.

### Kommunestyret
Den lovgivende forsamling i Comune di Milano er er byrådet (Consiglio comunale). Byrådet består af 48 valgte medlemmer, som vælges for en fem års periode. Udover byrådet består styret af en udøvende forsamling tilsvarende magistratstrukturen i Københavns Kommune. Forsamlingen består af 12 medlemmer (Assesori), som har hver deres politiske arbejdsområde. Forsamlingen er direkte nedsat af den valgte borgmester. Den nuværende borgmester i Milano er Giuseppe Sala, som har været borgmester siden 2016. 
Kommunens store størrelse har medført at byen er inddelt i 9 bydele (Consigli di Municipio). Bydelene fungerer som mindre kommuner hvor dele af ansvaret for den nære velfærd overdrages til de enkelte bydele f.eks. skoler, parker, biblioteker og affaldsindsamling.

### Metropolbyen Milano
Hele Milano kommune og store dele af det umiddelbare opland til byen er underlagt den administrative inddeling, Cittá Metropolitana di Milano. Denne inddeling er et resultat af en national definition af 15 metropolregioner i 2015. Reformen der forårsagede denne inddeling ønskede at give de større byer i Italien større frihed og over det samlede byområde. Den administrative metropol Milano har derfor i dag provinsbeføjelser, hvilket efter hensigten effektiviserer administration og økonomi i tidligere tungt bureaukratiserede administrative instanser.
Metropolbyens styre udgøres først og fremmest af en metropol-borgmester (Sindaco metropolitano). Denne post varetages af borgmesteren for hovedkommunen, Milano. Giuseppe Sala er derfor både borgmester i Milano kommune, samt metropolbyen Milano. Udover borgmesteren består det politiske værk af metropol-råd (Consiglio metropolitano). Rådet består af 24 valgte borgmestre eller byrådsmedlemmer fra metropolbyens øvrige kommuner. De sidder i 5 år med mindre de bliver udskiftet i øvrige kommunalvalg i deres respektive kommuner.

### Regional hovedstad
Milano er hovedstaden i Lombardiet, som er én af Italiens 20 regioner. Lombardiet er Italiens mest folkerige region med cirka 10 mio. indbyggere. Den politiske organisering består først og fremmest af en præsident. Den nuværende præsident er Attilio Fontana, som har siddet på posten siden 2018. Udover præsidenten består den politiske ledelse af et regionalt råd (Consiglio regionale). Rådet består af 80 medlemmer som vælges for en periode på 5 år. Det regionale råd og præsidenten udpeger en regering (Giunta), som består af 12 ministre. Ministrenes hovedopgave er at forberede og foreslå lovgivning til rådet som er den lovgivende magt. Hovedsædet for er placeret i bygningen Palazzo Lombardia, som i øvrigt er den 7.højeste bygning i Italien.

## Kultur
Milano er en by med mange forskellige kulturer og kulturelle institutioner. Alt fra mad til arkitektur, kunst og sport. Byen er rig på museer, historiske bygninger, kirker, samt er byen hjemsted for det verdensberømte teater Teatro alla Scala.

### Mad
Mange af de milanesiske specialiteter er forholdsvis ukendte eller sjælden brugte i resten af Italien. En af de mest kendte retter fra byen er risotto alla milanese. Risottoen er særegen fordi den tilføjes safran, hvilket giver den en karakteristisk gul farve og yderst delikat smag. Retten kan spises for sig selv, men den spises også med kød. Det ses også at det milanesiske islæt med safran overføres til andre madvarer, såsom en pizza milanese, hvor pizzaen tilføjes en safran-sauce.
En anden milanesisk ret, som har fået sit indtog i Danmark, er ossobuco. Direkte oversat til dansk betyder det knoglehul, som henviser til hullet i udskæringen af kalven hvori marven sidder. Retten kombineres typisk med risotto, hvoraf man får ossobuco alle milanese.
Cotoletta alla milanese er en anden typisk ret fra byen. Retten minder om den østrigske wienerschnitzel og vidner om Milano og Norditaliens tilkobling til Europa nord for alperne. Retten består af en kalveudskæring, som dækkes i rasp og derefter paneres i smør.
Til jul spises kagen panettone, som fås i alverdens varianter og kan købes færdigbagte hos bagere og i alle supermarkeder.
Udover de store retter er byen kendt for salame Milano, som er et kødpålæg der kendes over hele Italien. Mange egnsprodukter som kommer fra Milano er omegn er blevet populære i Italien, såvel som store dele af verden. Heriblandt ostene; Taleggio, Gorgonzola og Mascarpone.

### Sport
Milano er en moderne storby hvor sportsudøvelse er en fast del af byens liv og hverdag. Idrætsaktiviteter findes bredt gennem byens kvarterer og er et fokus fra kommunens side. Idrætsaktiviteter og udbud af disse styres gennem organisationen Milanosport.
Foruden amatørsport og hverdagsidræt er byen dog mest kendt for fodbold. Byen er hjemsted for to af de største og mest succesfulde hold i Serie A; FC Internazionale og AC Milan. Begge klubberne har hjemmebane på stadionet San Siro i den nordvestlige del af byen. San Siro er det 6. største stadion i Europa med plads til cirka 80.000 tilskuere. Udover at fungere som klubbernes hjemmebaner bruges San Siro også af det italienske landshold.
Klubben AC Milan har vundet det italienske mesterskab 18 gange, mens det har vundet UEFA Champions League 7 gange. Inter har vundet det italienske mesterskab 19 gange, men det har vundet Champions League 3 gange.  Èn af de største kulturelle begivenheder i Milano er når lokalopgøret står mellem de to hold på begges hjemmebane, og stadionet fyldes til randen med milanesere.
Lidt nord for byen ligger den verdenskendte racerbane i Monza (Italiensk: Autodromo Nazionale Monza). Banen har over årene været vært for adskillige forskellige løb og begivenheder.

## Transport og infrastruktur
Milano har en omfattende infrastruktur bestående af ringveje, motorveje, sporvognsnet samt 4 metrolinjer. Byens vejnet er blevet væsentligt udvidet efter nedlæggelsen af størstedelen af byens kanaler. 

### Offentlig transport
Byens og metropolregionens offentlige transport bliver forvaltet af Azienda Trasporti Milanesi (ATM). ATM driver 131 buslinjer, 19 sporvognslinjer, 4 metrolinjer og 4 trolleybus-linjer.  Det integrerede billetsystem, Sistema Tariffario Integrato, gør det muligt at rejse på tværs af forskellige transportformer i hele metropolregionen.

#### Sporvogne
Det samlede sporvognsnet består i alt af 19 linjer, som betjener store dele af indre by. Linjerne mødes alle i centrum, omkring Duomo, og leder ud af byen i hver deres retning. Nettet har en samlet længde på 180 km og betjenes af 493 individuelle sporvogne. Den milanesiske sporvognssystem er et af de største i verden, og mange forskellige modeller er aktive på hver deres linjer. Den ældste fungerende model er model 1928, som har kørt på linjerne siden siden selvsamme år. 

#### Metro
Det milanesiske metrosystem, Metropolitana di Milano, dækker store dele af kommunen Milano, samt de omkringliggende kommuner. Systemet består af 4 linjer, mens en femte linje, M4, er under opførelse. Systemet har for nuværende en samlet længde på 96,8 km og har i alt 113 selvstændige stationer. Den første metrolinje, M1, åbnede i 1964. Efterfølgende er systemet blevet udvidet med flere linjer og flere stationer. Linjen M4 skulle oprindeligt have været færdig i 2015 til Milan-EXPO, men blev forsinket grundet finansieringsproblemer og forsinkelser i planlægningen.
| Linje | Endestationer                            | Endestationer          | Åbning | Sidste udvidelse             | Længde i km | Antal stationer |
| ----- | ---------------------------------------- | ---------------------- | ------ | ---------------------------- | ----------- | --------------- |
|       | Rho Fiera / Bisceglie                    | Sesto 1º Maggio        | 1964   | 2005                         | 26.9        | 38              |
|       | Assago Milanofiori Forum / Abbiategrasso | Cologno Nord / Gessate | 1969   | 2011                         | 39.4        | 35              |
|       | Comasina                                 | San Donato             | 1990   | 2011                         | 16.7        | 21              |
|       | San Siro Stadio                          | Bignami                | 2013   | 2015                         | 12.9        | 19              |
|       | San Cristoforo FS                        | Linate Airport         | 2022   | 2022: Linate Aeroporto-Dateo | 15,2        | 21 (6)          |

#### Suburbane tog
Metropolregionen betjenes foruden metro og bus af S-linjer. S-linjerne betjener store dele af metropolregionen, og benyttes mestendels af pendlere mellem Milano og de nordlige forstæder. Systemet af består af 12 linjer, som har afgang cirka hver halve time. Togene drives af Lombardiets offentlige togselskab, Trenord.
| Linje    | Endestationer                     | Længde i Km | Antal stationer | Operatør        |
| -------- | --------------------------------- | ----------- | --------------- | --------------- |
| Line S1  | Saronno – Lodi                    | 55.4        | 25              | Trenord         |
| Line S2  | Mariano Comense – Milano Rogoredo | 34.0        | 20              | Trenord         |
| Line S3  | Saronno – Milano Cadorna          | 23.6        | 13              | Trenord         |
| Line S4  | Camnago-Lentate – Milano Cadorna  | 21.2        | 13              | Trenord         |
| Line S5  | Varese – Treviglio                | 92.6        | 31              | ATI Trenord-ATM |
| Line S6  | Novara – Pioltello ( – Treviglio) | 83.5        | 25              | Trenord         |
| Line S7  | Lecco – Milano Porta Garibaldi    | 57          | 22              | Trenord         |
| Line S8  | Lecco – Milano Porta Garibaldi    | 49.9        | 13              | Trenord         |
| Line S9  | Saronno – Albairate Vermezzo      | 64.0        | 21              | Trenord         |
| Line S11 | Chiasso – Rho                     | 51.4        | 18              | Trenord         |
|          | Melegnano – Milano Bovisa         | 22.4        | 12              | Trenord         |
| Line S13 | Milano Bovisa – Pavia             | 32.0        | 13              | Trenord         |

#### National og international togtrafik
Milanos hovedbanegård er Milano Centrale, der med cirka 110 millioner årlige rejsende er den andenstørste station i Italien efter Roma Termini Station i Rom. Milano Cadorna og Milano Porta Garibaldi er to af de andre store stationer. Fra Milano udgår der tog til hele Italien, samt ruter til blandt andet; Frankrig, Schweiz og Tyskland. Fra Milano går der højhastighedstog til Torino mod vest, mod Venedig i øst, samt mod Rom og Napoli i syd.
De regionale linjer drives af Trenord, mens de nationale linjer drives af Trenitalia, samt nogle højhastighedslinjer af Italo. 

### Veje
Det indre Milano er omkranset af en fuldendt ringvej, som leder store dele af den tværgående trafik udenom centrum. Fra ringvejen udspringer indfaldsveje fra centrum og ud til de ydre ringveje - her i blandt byens motorringveje - Tangenziali. Der opkrævees ikke kørselsafgift for kørsel på motorringvejene omkring Milano. Motorringvejene bærer numrene A50, A51, A52 og A58, og på visse strækninger A1 og A4. Motorvej A4 er en øst/vest-gående motorvej som går fra Torino til Venedig og er en af de vigtigste og mest belastede motorveje i Italien. Motorvej A1 eller Autostrada del Sole, går fra den sydlige del af Milano til Napoli. Motorvejens rute går gennem nogle af landets vigtigste byer f.eks. Bologna, Firenze og Rom.

### Lufthavne
Metropolområdet Milano har 3 internationale lufthavne, som betjener omkring 47 millioner passagerer om året. 
- Milano Malpensa er den største lufthavn i Milano, samt den andentravleste i Italien med 28,846,299 mio. passagerer i 2019.[33] Lufthavnen ligger cirka 45 km nordvest for byen og er forbundet af busser, samt jernbaneforbindelsen Malpensa Express.
- Orio al Serio er byens andenvigtigste lufthavn, placeret i Bergamo, omkring 50 km nordøst for byen. Lufthavnen havde i 2019 6,570,984 passagerer.[33] Lufthavnen betjenes mestendels af lavprisselskaber såsom Ryan Air. Lufthavnen forbindes til Milano primært med shuttle-bus.
- Milano Linate er byens mindste lufthavn og ligger i den østlige ende af byen. Lufthavnen havde i 2019 6,570,984 passagerer. [33] Lufthavnen betjenes i dag af offentlige busser, men inden længe udvides med tilkobling til den nye metrolinje, M4, som forventes åbnet i slutningen af 2022. [34]